# Stereostratum corticioides
Espèce
Stereostratum corticioides est une espèce de champignons basidiomycètes de la famille des Pucciniaceae, originaire d'Asie. Ce champignon est responsable de la « rouille du bambou », maladie cryptogamique qui affecte les chaumes de nombreuses espèces de bambous.

## Synonymes
Selon MycoDB  :
- Puccinia corticioides Berkeley & Broome (1878)(basionyme)
- Puccinia schottmuelleri Hennings (1893)
- Dicaeoma corticioides (Berkeley & Broome) Kuntze (1898)